# Tala'i ibn Ruzzik
Tala'i ibn Ruzzik (arabisch طلائع بن رزيك, DMG Ṭalāʾiʿ ibn Ruzzīk; * 1102; † 13. September 1161 in Kairo) war ein Wesir des Kalifats der Fatimiden in Ägypten.

## Biografie

Die politische Landkarte des vorderen Orients in der Mitte des 12. Jahrhunderts.

Trotz seiner armenischer Abstammung war Tala'i kein Christ; schon sein Vater war ein schiitischer Muslim als Anhänger der Schia der Zwölfer. Es besteht sogar die Möglichkeit, dass die Familie tatsächlich der extremen Schia zuneigte, die bis heute im Alawitentum fortbesteht. Der Vater war 1074 im Gefolge des Badr al-Dschamali nach Ägypten gekommen und in den Dienst der Kalifen der Fatimiden getreten, die zwar auch Schiiten waren, allerdings der Strömung des Ismailitentums als Imame vorstanden. Dennoch konnte auch Tala'i in ihrem Dienst als Statthalter mehrerer Provinzen Karriere machen. 1144 machte er sich einen Namen, als er in der Provinz al-Buhaira westlich des Nilarms von Rosette die rebellierenden Luwata-Berber (Libyer) besiegte.
Im Mai 1154 amtierte Tala'i als Statthalter der oberägyptischen Provinzen al-Uschmunain und al-Bahnasa, als ihm ihn ein Hilferuf der Schwestern des Kalifen az-Zafir erreichte. Diese berichteten von der Ermordung des Kalifen durch die Sippe des regierenden Wesirs Abbas, der in Kairo die Macht übernommen und mehrere Angehörige der Kalifendynastie massakriert habe. Die Prinzessinnen appellierten nun an den loyalen Tala'i, nach Kairo zu kommen, um sie und den kleinen Kalif al-Fa'iz von der Tyrannei des Abbas zu befreien. Um die Dringlichkeit ihres Hilferufs zu unterstreichen, fügten die Prinzessinnen dem geheimen Sendschreiben ihre abgeschnittenen Haare bei, die sie sich während der Trauer um den toten az-Zafir vom Kopf geschnitten haben. An der Spitze einer Beduinentruppe konnte Tala'i am 3. Juni 1154 nahezu kampflos durch das Südtor Bab Zuweila in Kairo einziehen, aus dem nur wenige Tage zuvor der geschlagene Abbas durch das Nordtor Bab an-Nasr geflohen war. Dem Tross der Flüchtenden gehörte auch der syrische Ritter Usama ibn Munqidh an, der später als Chronist bekannt wurde. Nachdem er die ordnungsgemäße Bestattung des az-Zafir besorgt hatte, konnte Tala'i sich am 17. Juni im Namen des unmündigen al-Fa'iz formell in das Amt des Wesirs investieren lassen. Nach dem Vorbild der unmittelbaren Amtsvorgänger beinhaltete dieses Wesirat eine umfassende Machtvollkommenheit, in dem es die Kompetenzen der zivilen Regierung, des Oberbefehls über die Heere, der Aufsicht über die sunnitischen Rechtsschulen und die Kontrolle über die ismailitische Mission auf sich vereinte. Der Wesir nahm damit faktisch eine königsgleiche Stellung ein und tatsächlich legte sich Tala'i dem Vorbild einiger seiner Vorgänger nacheifernd einen arabischen Herrschertitel als „der fromme Fürst“ (al-Malik aṣ-Ṣāliḥ) zu.
Der Machtübernahme des neuen Wesirs folgte eine übliche Säuberungswelle in Heer und Staat bis seine Herrschaft unumstritten war. Von einer Abschaffung des ismailitischen Fatimidenkalifats jedoch, wie es schon einmal der Zwölfer-Schiit Kutaifat im Jahr 1130 unternommen hatte, sah Tala'i trotz seiner Zugehörigkeit zu den Zwölfern ab. Seine Loyalität zur Kalifendynastie bekräftigte er öffentlich durch die grausame Hinrichtung des Mörders des az-Zafir. Unter der strengen Herrschaft des Tala'i erlebte Ägypten nach den vorangegangenen Jahren der Unruhe noch einmal eine kurze Phase der inneren Stabilität, die es ihm nach langer Zeit wieder ermöglichte im Dschihad gegen die Franken des Königreichs Jerusalem offensiv vorgehen zu können. Die ägyptischen Heere überfielen regelmäßig die fränkischen Positionen um Gaza und Aschkelon, 1155 brandschatzte eine ägyptische Flotte den Hafen von Tyrus. Gegen die Franken suchte Tala'i die Annäherung an die syrischen Zengiden und sogar an den christlichen Kaiser von Byzanz.

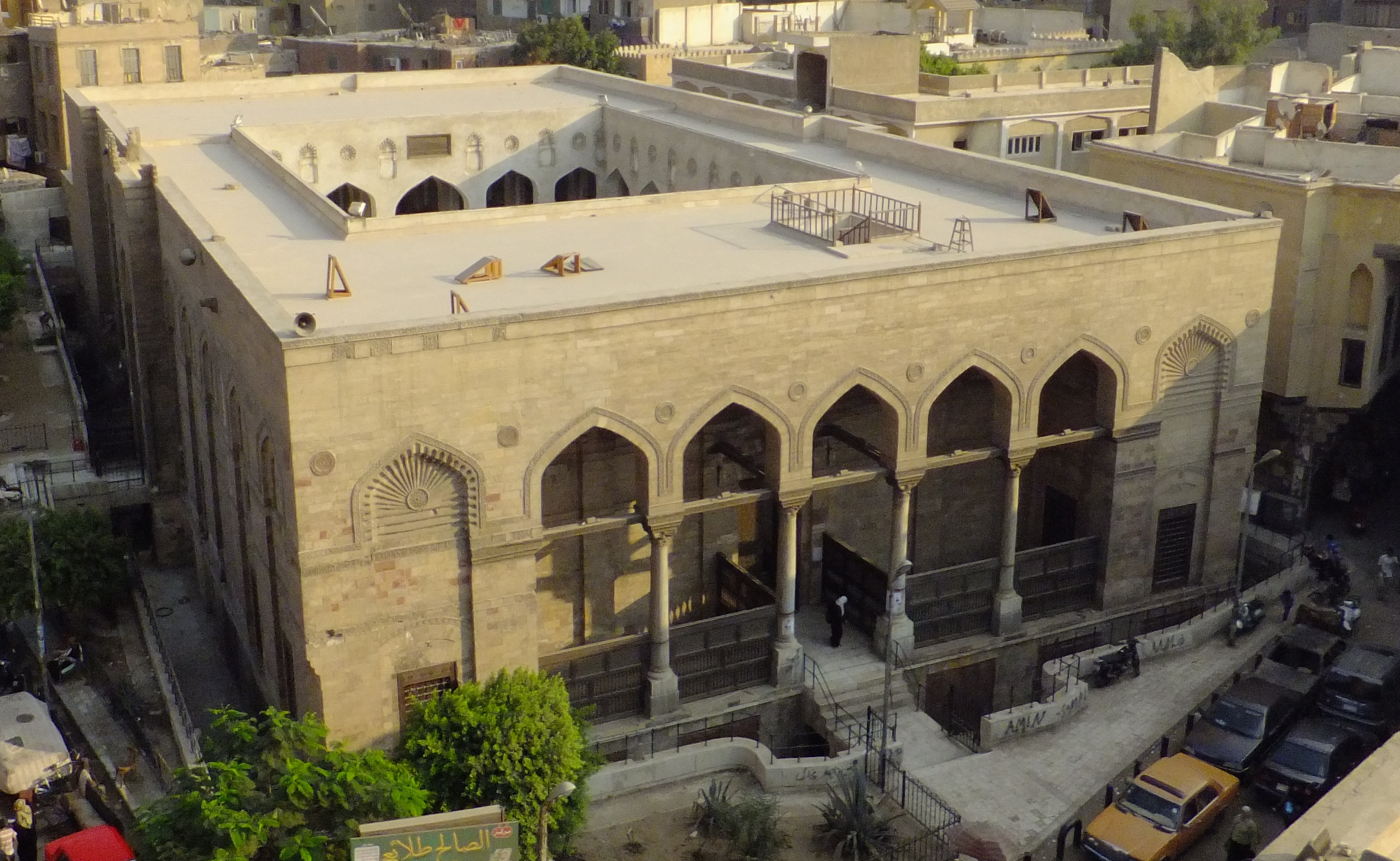
Die as-Salih-Tala'i-Moschee aufgenommen von einem der Tortürme des Bab Zuweila.

Trotz seiner soldatischen Sozialisierung war Tala'i auch für seine musische Gesinnung bekannt. Er protegierte Dichter und Literaten und eine Sammlung (dīwān) von ihm selbst gedichteter Qasiden ist erhalten. In ihnen brachte er seine Gesinnung als Zwölfer-Schiit zum Ausdruck, die er trotz seines Dienstes für die ismailitischen Fatimiden nicht verhehlte. Auch die letzte bedeutende bauliche Erweiterung Kairos der Fatimidenzeit ist auf seine Veranlassung hin errichtet wurden. Unmittelbar vor dem Bab Zuweila ließ er schon 1154 einen Schrein für die Kopfreliquie des Imam Hussain (X 680 bei Kerbela) errichten, die von ihrem Ursprungsort Aschkelon kurz vor dessen Fall an die Franken im Vorjahr nach Kairo evakuiert worden war. Zwar wurde die von Zwölfern wie Ismailiten gleichermaßen verehrte Reliquie nach einem Einspruch des Kalifenhauses, welches sich in direkter Nachkommenschaft des Hussein sah, schlussendlich im Kalifenpalast untergebracht, doch wurde der Bau dennoch fertig gestellt, der heute noch als Moschee genutzt wird, die den Namen des Tala'i trägt.
Das Regime des Wesirs verlor mit zunehmender Dauer an allgemeiner Unterstützung. Seine Feldzüge, Bauvorhaben und Stiftungen strapazierten den finanziellen Rahmen des auf Ägypten begrenzten fatimidischen Staates. Als Bedingung für einen 1159 vereinbarten Waffenstillstand mit dem Franken musste er eine hohe Tributleistung akzeptieren. Weiterhin monopolisierte er den Getreidehandel in Ägypten, was die Preise in die Höhe trieb. Für viel Unzufriedenheit sorgte auch seine zunehmend despotischer werdende Amtsführung, von der sich die Mitglieder der Kalifendynastie wie schon bei seinem Amtsvorgänger Abbas bedroht fühlten. Die Initiative zum Widerstand ging wieder von den Prinzessinnen der Dynastie aus, zwei Tanten des Kalifen, die beide nur unter ihrer Titulierung „Herrin der Schlösser“ (Sitt al-Quṣūr) bekannt sind. Eine erste Verschwörung konnte Tala'i noch rechtzeitig aufdecken, worauf er die verantwortliche Prinzessin erdrosseln ließ. Am 22. Juli 1160 starb der junge und Zeit seines Lebens traumatisierte Kalif al-Fa'iz, worauf Tala'i die Inthronisierung des al-Adid besorgte, dem als Kind nur die Funktion einer Marionette zugedacht war. Um den Kalif auf Dauer an sich zu binden, verheiratete er ihn mit einer seiner Töchter. Aber der Thronwechsel schien eine weitere Tante des neuen Kalifen zu einem neuerlichen Umsturzversuch motiviert zu haben, wofür sie die Eunuchen des Harems, den Palastverwalter und die schwarzen Gardisten gewinnen konnte. Als Tala'i am 12. September 1161 den goldenen Thronsaal des Kalifen nach einer Audienz in die dunklen Korridore des Palastes verließ, schlugen die Verschwörer mit Messern und Schwertern zu. Der Wesir wurde schwer verletzt, konnte von Begleitern aber noch auf sein Pferd gesetzt und zu seiner Residenz geleitet werden, wo er am folgenden Tag seinen Verwundungen erlag. Bestattet wurde er zunächst auf dem Gelände des Wesirspalastes, doch am 7. Februar 1162 wurde er auf Geheiß des Kalifen auf den Friedhof (Qarafa) von Kairo, alias „die Stadt der Toten“ umgebettet.
Auf den Tod des Tala'i konnte zunächst sein Sohn Ruzzik die Macht in Kairo an sich reißen, der die für das Attentat auf seinen Vater verantwortliche Prinzessin mit ihrem Schleiertuch erdrosseln ließ, doch den Rest des Landes unter Kontrolle zu bringen vermochte er nicht. Als der Provinzstatthalter Schawar auf Kairo zumarschierte und dabei mehrere Offiziere des Heeres zu diesem übergangen waren, floh Ruzzik am 23. Dezember 1162 aus Kairo. Auf der Flucht wurde er von einem Beduinenhäuptling gefangen genommen und an Schawar ausgeliefert. Der ließ ihn zunächst in einen Kerker sperren, doch wurde Ruzzik etwas später bei einem gescheiterten Fluchtversuch getötet. Mit ihm fand der Clan der Banu Ruzzik ein Ende.